# Stajnia (jaskinia)
Stajnia – jaskinia na Wyżynie Częstochowskiej, w obrębie wsi Mirów w województwie śląskim, w powiecie myszkowskim, w gminie Niegowa. Pod względem geograficznym znajduje się na Wyżynie Mirowsko-Olsztyńskiej będącej częścią wyżyny Częstochowskiej w makroregionie Wyżyna Krakowsko-Częstochowska.

## Opis jaskini
Znajduje się u północnego podnóża Skały z Grotą – jednej z Mirowskich Skał. Posiada dwa otwory, wysoki strop i duży korytarz. Główny, północno-wschodni otwór ma kształt portalu, wysokość 8 m i szerokość 3 m. Ciągnie się za nim korytarz o długości 23 m. Jest obszerny, a jego ściany mają bogatą rzeźbę krasową. Są na nich liczne zagłębienia, wymycia i dziuple. Nacieków brak. Namulisko piaszczysto-gliniaste, przy otworze z dodatkiem próchnicy. Najbardziej od głównego otworu oddalona część korytarza ma strukturę plastra miodu, a jego otwory są dla człowieka niedostępne. Drugi, północno-zachodni otwór zwany Klawiaturą znajduje się ponad 3-metrowej wysokości progiem i jest niemożliwy do przejścia.
Jaskinia utworzyła się na dwóch krzyżujących się pęknięciach w wapieniach skalistych z jury późnej. Powstała w warunkach freatycznych. Rozproszone światło słoneczne dociera do jej końca. Jest sucha, z wyjątkiem części końcowej, gdzie po ścianach spływa woda.  Nie posiada własnego mikroklimatu.

## Historia poznania
Jaskinia znana była od dawna. Po raz pierwszy opisał ją Kazimierz Kowalski w 1951 r. jako „Schronisko koło wsi Mirowa II”. Pisze, że w dwóch miejscach widoczne były ślady rozkopywania jej namuliska. Nazwę na Stajnia zmienili A. Górny i M. Szelerewicz w 1986 r. Kierowali się przekazem miejscowej ludności, według którego w czasie powstania styczniowego powstańcy urządzili sobie w niej stajnię dla koni. Obecną dokumentację i plan jaskini opracował J. Zygmunt.

## Jaskinia jako stanowisko archeologiczne
Stajnia stała się słynna w 2008 r., kiedy to przekopujący jej namulisko archeolodzy znaleźli w nim narzędzia krzemienne i pierwsze w Polsce szczątki neandertalczyka – trzy zęby należące do trzech osobników w różnym wieku. Są to najstarsze ludzkie szczątki, jakie dotąd odkryto na terenie Polski oraz Europy Środkowej. Znaleziono je w warstwie pochodzącej sprzed 100-80 tys. lat. Narzędzia krzemienne to tzw. noże tylcowe, wykorzystywane do cięcia skór i obrabiania kości, Archeolodzy znaleźli także skład krzemiennych buł wykorzystywanych do wykonywania narzędzi. Krzemienie nie występują naturalnie w jaskini, archeolodzy przypuszczają więc, że był to magazyn neandertalczyków, w którym zgromadzili sobie przyniesiony skądś materiał do wytwarzania narzędzi. Ogromne ilości zgromadzonych krzemieni i narzędzi wskazują, że neandertalczycy długo i przez długi czas korzystali z tej jaskini.
Podczas wykopalisk archeologicznych prowadzonych w jaskini Stajnia w 2010 r. pod kierownictwem dr. Mikołaja Urbanowskiego znaleziony został złamany na dwie części wisiorek z ciosu mamuta. Jest on ozdobiony wzorem co najmniej 50 nakłuć, układającym się w nieregularny, zawiły kształt. Ma wymiary 4,5 cm wysokości na prawie 2,5 cm szerokości i 3,7 mm grubości. W górnej części artefaktu nawiercone zostały dwa otwory, z których tylko jeden przetrwał w całości. Badania wykazały, że ozdoba liczy sobie ok. 41,5 tys. lat, co czyni ją najstarszą biżuterią z kości mamuta znalezioną w Eurazji, poprzedzającą inne przykłady tego typu działalności o około 2 tys. lat. Jest to również najstarszy przykład zdobień wykonanych poprzez nakłucia na kości. Podobną biżuterię, także ozdobioną systemem nakłuć układających się w różne kształty, znaleziono w południowo-zachodniej Francji, a także w Jurze Szwabskiej w Niemczech. O odkryciach poinformował w 2021 r. na łamach pisma "Scientific Reports" międzynarodowy zespół naukowców z Polski, Niemiec i Włoch.

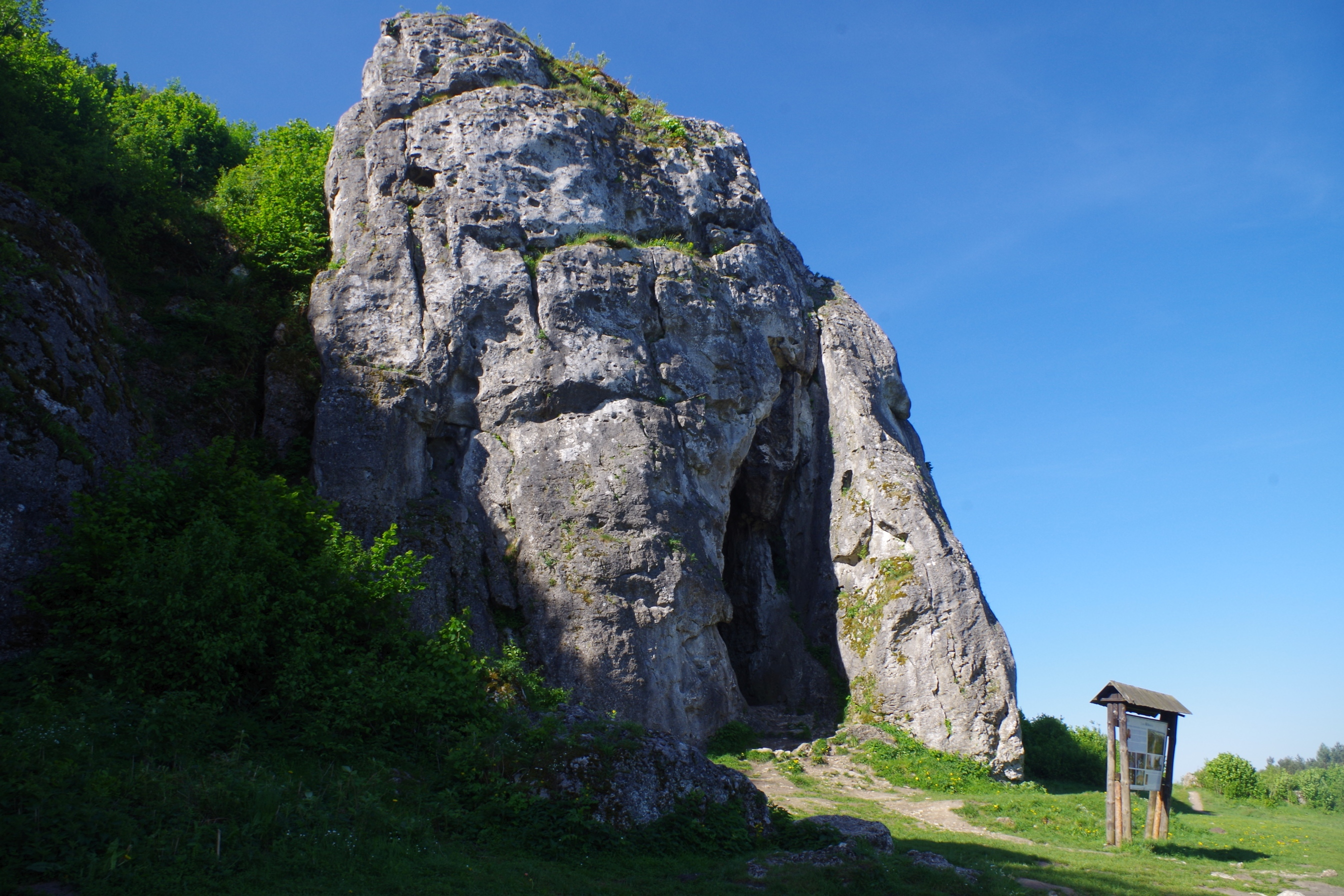
Otwór jaskini
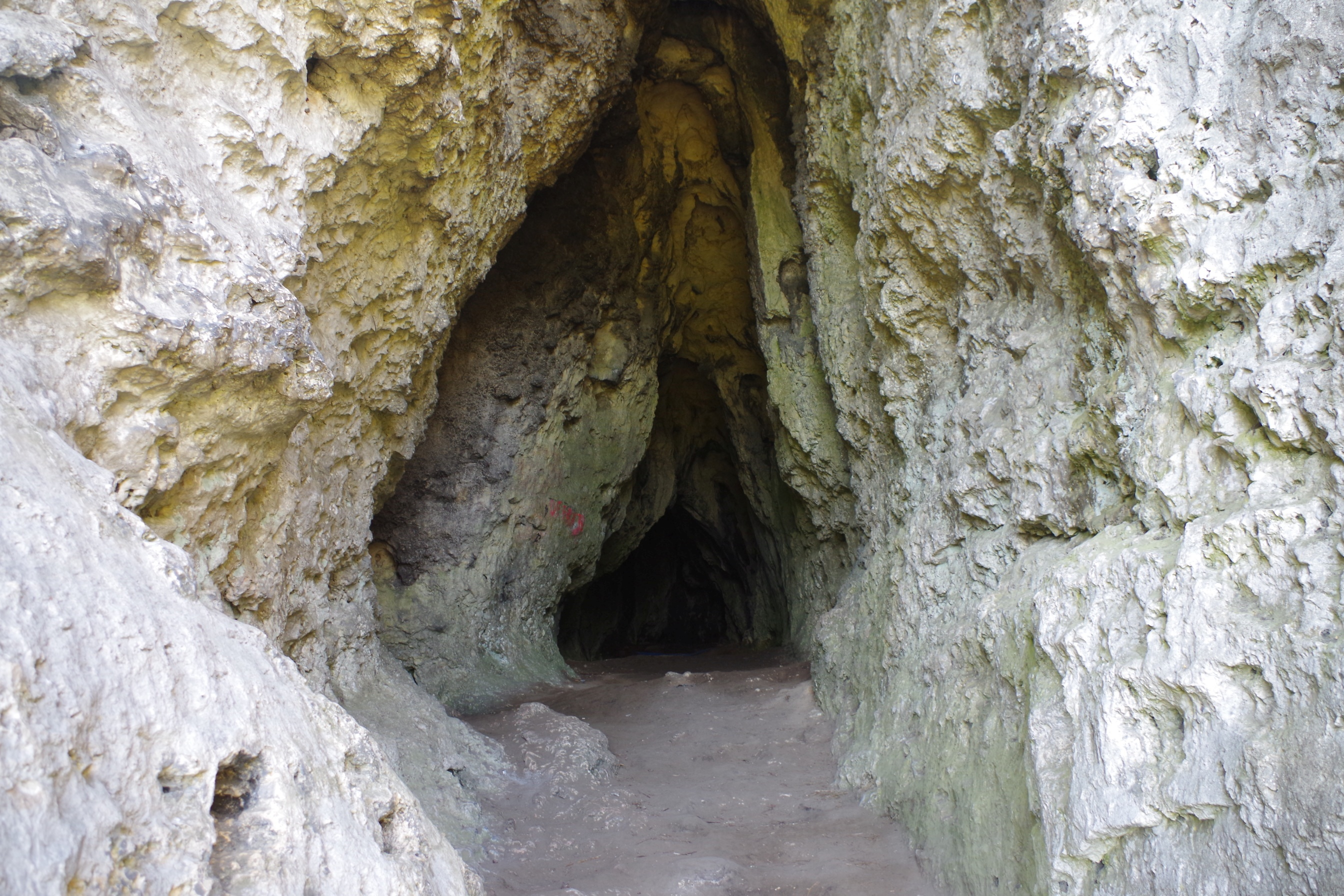
Wnętrze jaskini
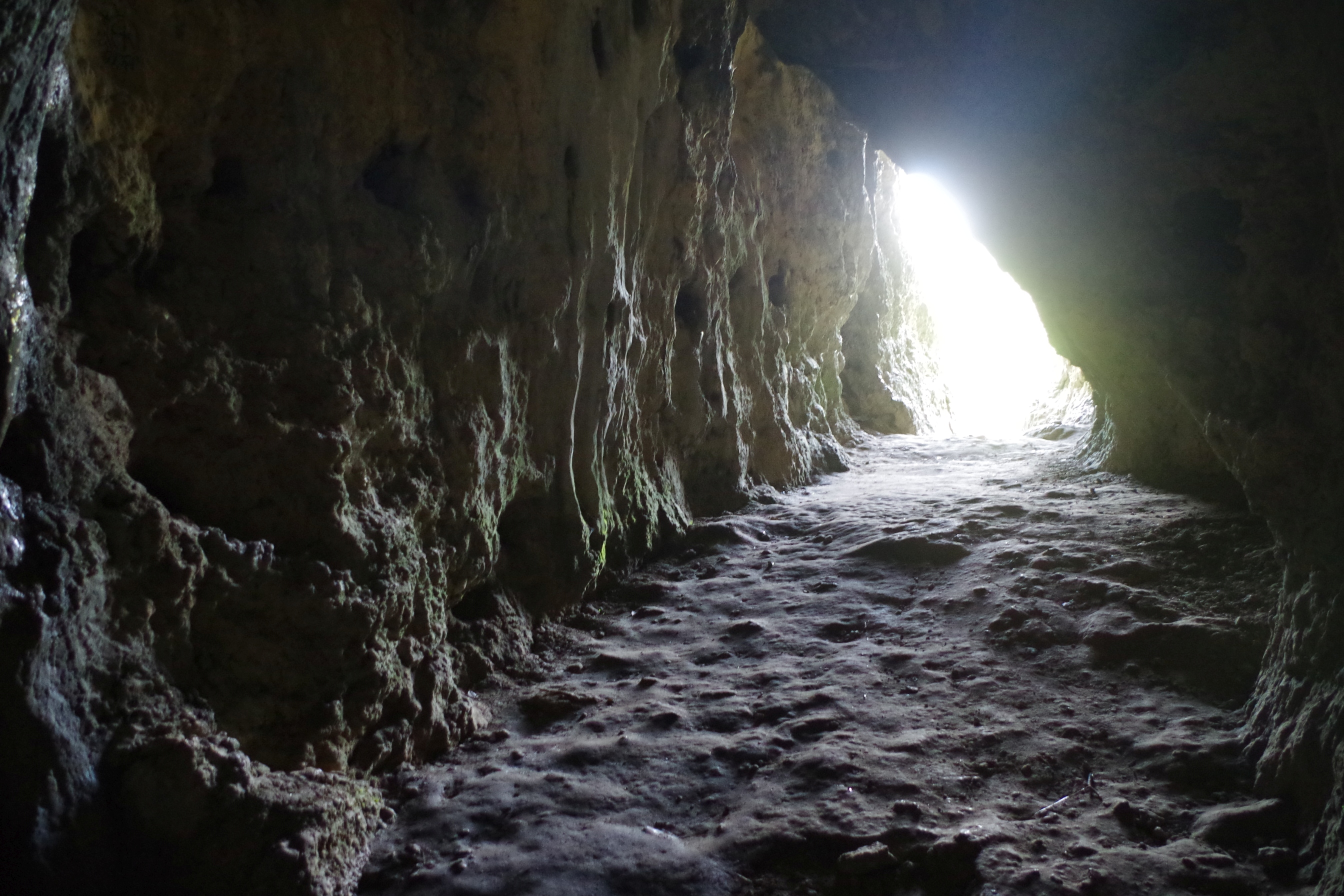
Wnętrze jaskini